# كريستين أندرياسن
كريستين أندرياسن (بالإنجليزية: Kristin Andreassen)‏ هي مغنية ومغنية مؤلفة أمريكية، ولدت في 9 مايو 1976.

## وصلات خارجية
- الموقع الرسمي
- كريستين أندرياسن على موقع ميوزك برينز (الإنجليزية)
- كريستين أندرياسن على موقع ديسكوغز (الإنجليزية)